# Thiên kiến
Thiên kiến (tiếng Anh: bias) Thiên trong thiên vị, kiến trong ý kiến là xu hướng giữ hoặc nói một quan điểm không đầy đủ, thường đi kèm với sự từ chối xem xét các góc nhìn khác hoặc là không sẵn lòng tiếp nhận những thông tin mới, đặc biệt khi thông tin mới không thuận theo quan điểm cũ. Người ta có thể thiên kiến hướng về hay chống lại một quan điểm, một người, chủng tộc, tôn giáo, giai cấp hay đảng phái v.v... Thiên kiến cũng có nghĩa là cách nhìn phiến diện, không trung lập, không mở, đôi khi là duy ý chí. Thiên kiến có thể xuất hiện dưới nhiều hình thức và đôi khi được coi là đồng nghĩa với định kiến hay là cố chấp. 
- Thiên kiến văn hoá, diễn giải và đánh giá từ một góc nhìn văn hoá của bản thân
- Thiên kiến nhận thức, một trong rất nhiều các hiệu ứng trên người quan sát được xác định bởi khoa học nhận thức
  - Xem đầy đủ ở Danh sách thiên kiến nhận thức
- Thiên kiến tài trợ, thiên kiến tuỳ thuộc vào lợi ích thương mại của nhà tài trợ đối với một nghiên cứu khoa học
- Thiên kiến hạ tầng, ảnh hưởng của hạ tầng xã hội và khoa học lên quan sát khoa học
- Thiên kiến truyền thông, ảnh hưởng đến việc chọn lựa và trình bày bài báo của các phóng viên và cơ quan thông tấn
- Thiên kiến xuất bản, thiên kiến hướng tới việc xuất bản một loại kết quả thực nghiệm nhất định.